# 3e cérémonie des St. Louis Film Critics Association Awards
La 3e cérémonie des St. Louis Film Critics Association Awards, décernés par la St. Louis Film Critics Association, a eu lieu le 7 janvier 2007. Ils ont été attribués pour des films sortis avant le 31 décembre 2006.

## Palmarès

### Meilleur film
- Les Infiltrés (The Departed)
  - Mémoires de nos pères (Flags of Our Fathers)

### Meilleur acteur dans un second rôle
- Adam Beach pour le rôle de Ira « Chef » Hayes dans Mémoires de nos pères (Flags of Our Fathers)

### Meilleur réalisateur
- Martin Scorsese pour Les Infiltrés (The Departed)
  - Clint Eastwood pour Lettres d'Iwo Jima (Letters from Iwo Jima)
  - Clint Eastwood pour Mémoires de nos pères (Flags of Our Fathers)

### Meilleure photographie
- Le Voile des illusions  (The Painted Veil) – Stuart Dryburgh
  - Lettres d'Iwo Jima (Letters from Iwo Jima) – Tom Stern
  - Mémoires de nos pères (Flags of Our Fathers) – Tom Stern